# Venere de' Medici
La Venere de' Medici è una statua greca ellenistica originale in marmo, databile alla fine del I secolo a.C. e conservata nella Tribuna della Galleria degli Uffizi.

## Storia
La statua, una Venus pudica, si ispira, come le altre varianti del tema, all'Afrodite cnidia di Prassitele, con particolari similitudini con la Venere capitolina. L'opera arrivò a Roma in un momento imprecisato dell'antichità e forse decorava villa Adriana a Tivoli. Nel Rinascimento, con la febbre collezionistica delle grandi famiglie presenti in città, venne probabilmente acquistata dall'allora cardinale Ferdinando de' Medici per essere esposta a villa Medici, anche se la prima documentazione certa risale al 1638. Nel 1677 fu portata a Firenze da Cosimo III, che nonostante la sua reputazione di "bigotto", non si fece problemi a collocare la bella dea nuda nella Tribuna degli Uffizi. Da allora occupò un posto di privilegio nella collezione di statue antiche della galleria.
Simbolo della bellezza antica nel periodo neoclassico, fu ammirata da Napoleone, che chiese espressamente di vederla nel suo breve soggiorno in città nel 1796. Dopo la conquista dell'Italia e il trasferimento di beni artistici a Parigi (1803), la Venere entrò nel programma di trasferimento delle opere via mare a Palermo progettato dal Granduca Ferdinando III per permettere alla scultura di rimanere in Italia; ma l'espediente non funzionò e la Venere fu quindi inevitabilmente tra le prime opere ad essere portate via dalle spoliazioni napoleoniche del Granducato di Toscana (1803), delle quali abbiamo come precisa testimonianza la redazione del restauratore senese Vittorio Sampieri, allora restauratore sotto contratto del direttore degli Uffizi Tommaso Puccini. La Galleria medicea dovette dunque accontentarsi di una copia realizzata da Antonio Canova e l'originale venne recuperata solo con la Restaurazione (1815). I francesi dal 1821 si consolarono con l'arrivo della Venere di Milo al Louvre, che fu oggetto di una "sponsorizzazione" programmata dalle autorità per celebrarne la bellezza e far dimenticare la statua fiorentina, nonostante questa fosse monca degli arti. Gli italiani ci guadagnarono anche la Venere italica del Canova, che era stata scolpita proprio come risarcimento per Firenze, oggi conservata alla Galleria Palatina di Palazzo Pitti. 
John Ruskin descrisse la Venere de' Medici estasiato («una delle più pure ed elevate incarnazioni della donna mai concepite»), ma Charles Martin Robertson, in A History of Greek Art (1975) ne ridimensionò il valore artistico, appannandone la fama.

## Descrizione e stile
L'opera ritrae Venere al bagno, nella posizione pudica. Sulla base si trova la firma di "Cleomene, figlio di Apollodoro", ma non è chiaro se si tratti dell'autore originale o di un copista. La postura ricorda anche quella della Venere capitolina. Sulla gamba sinistra sono appoggiati un amorino su delfino e un cigno, che servono ad aumentare la stabilità dell'insieme.
Evidente è la ricerca di una resa naturalistica e idealizzata del corpo femminile nudo, che all'epoca aveva messo in secondo piano i significati sacrali legati alla figura della dea nelle rappresentazioni anteriori. Durante il restauro del 2012 sono state ritrovate tracce dell'originaria doratura nei capelli e fori nei lobi, a cui dovevano essere appesi orecchini.